# Іванківці (Любарська селищна громада)
Іва́нківці — село в Україні, у Любарській селищній територіальній громаді Житомирського району Житомирської області. Населення становить 463 особи (2001).

## Населення

### Мова
Розподіл населення за рідною мовою за даними перепису 2001 року:
| Мова       | Кількість | Відсоток |
| ---------- | --------- | -------- |
| українська | 457       | 98.7 %   |
| російська  | 6         | 1.3 %    |
| Усього     | 463       | 100 %    |

## Історія
У 1906 році — село Любарської волості Новоград-Волинського повіту Волинської губернії. Відстань від повітового міста 90 верст, від волості 5. Дворів 16, мешканців 89.
12 червня 2020 року, відповідно до розпорядження Кабінету Міністрів України № 711-р «Про визначення адміністративних центрів та затвердження територій територіальних громад Житомирської області», територію та населені пункти Стрижівської сільської ради включено до складу Любарської селищної територіальної громади Любарського району Житомирської області. Від 19 липня 2020 року, разом з громадою, в складі новоствореного Житомирського району Житомирської області.